# Ernie Calverley
Pour les articles homonymes, voir Calverley.
Ernest A. "Ernie" Calverley (né le 30 janvier 1924 à Pawtucket, Rhode Island ; décédé le 20 septembre 2003) était un ancien joueur américain de basket-ball issu de l'université de Rhode Island évoluant au poste de meneur de jeu. Son fameux "shot heard round the world", un tir à mi-distance au Madison Square Garden lors du National Invitation Tournament, aide les Rams à atteindre la finale du NIT contre les Kentucky Wildcats, contre laquelle URI s'inclina.
Calverley est le meilleur passeur de la Basketball Association of America lors de la toute première saison de la ligue sous les couleurs des Providence Steamrollers. Il redevient par la suite entraîner URI.

## Pour approfondir
- Liste des meilleurs passeurs en NBA par saison.